# اسماعیل رأفت
اسماعیل رأفت (انگلیسی: Ismail Rafaat؛ زادهٔ ۱ ژانویهٔ ۱۹۰۸) یک بازیکن فوتبال اهل مصر است.

## تیم ملی
وی عضو تیم ملی فوتبال مصر در جام جهانی فوتبال ۱۹۳۴ بوده است.